# Yalitza Aparicio
Yalitza Aparicio Martínez (Tlaxiaco, Oaxaca, 11 de diciembre de 1993) es una actriz mexicana. Obtuvo reconocimiento internacional en 2018 por su debut actoral en la película Roma. La revista Time la clasificó como «la mejor actuación de 2018».
En 2019, la revista Time la nombró una de las 100 personas más influyentes del mundo. El 4 de octubre de ese año, fue nombrada Embajadora de las Naciones Unidas para los pueblos indígenas, y el mismo mes fue incluida en la lista de la BBC de las 100 mujeres más influyentes del mundo en 2019.
Desde 2020, ha sido miembro de la Academias de Artes y Ciencias Cinematográficas.

## Biografía y carrera
Yalitza Aparicio Martínez nació el 11 de diciembre de 1993 en Oaxaca, México. De ascendencia mixteca, no hablaba en lengua mixteca, pero aprendió a hacerlo para poder participar en la película Roma. Se convirtió en la primera mujer indígena en ser nominada a un Premio Óscar en la categoría a mejor actriz. Adicional a esto, fue nominada en la misma categoría por otras organizaciones como la Asociación de Críticos de Cine de Chicago, los Critics' Choice Movie Awards, los Premios de Cine de Hollywood, los Premios Gotham, el Círculo de Críticos de Cine de San Francisco, los Premios Satellite, y el Women Film Critics Circle. Su participación en esa cinta también le valió el reconocimiento de revistas importantes como Time, Vanity Fair, y Vogue, así como del periódico The New York Times, el cual la describió como una de las mejores actrices de 2018.
Años más tarde, algunos otros trabajos en los que ha destacado incluyen el cortometraje Hijas de brujas (2021), de la directora mexicana Faride Schroeder; la película Presencias, y las series Los Espookys y Mujeres asesinas, las tres producciones de 2022. En 2023, interpretó a Ana en la película de Netflix La gran seducción. En 2024, prestó su voz a la narración del documental Las Amazonas de Yaxunah.

## Otros medios
Aparicio ha aparecido en los vídeos musicales para las canciones; «Plata ta tá» de Mon Laferte y Guaynaa, y «América Vibra» de Natiruts y Ziggy Marley.

## Filmografía

### Cine
| Año  | Título                      | Papel       | Notas                              |
| ---- | --------------------------- | ----------- | ---------------------------------- |
| 2018 | Roma                        | Cleo        |                                    |
| 2018 | Let's Dance                 | Mujer joven | Cortometraje; segmento «The Daisy» |
| 2020 | El Renacer de una Industria | Ella misma  | Cortometraje                       |
| 2022 | Presencias                  | Paulina     |                                    |
| 2023 | Sweatshop Girl              |             | Cortometraje                       |
| 2023 | La gran seducción           | Ana         |                                    |

### Televisión
| Año  | Título                                      | Papel              | Notas                           |
| ---- | ------------------------------------------- | ------------------ | ------------------------------- |
| 2019 | Plaza Sésamo: Día internacional de la mujer | Yalitza            | Cortometraje de televisión      |
| 2021 | Bite Size Halloween                         | Clara              | Episodio «Daughters of Witches» |
| 2022 | Los Espookys                                | La Luna            | Cuatro episodios                |
| 2022 | Mujeres asesinas                            | Rocío «La Insomne» | Episodio «La insomne»           |
| 2022 | Peace Peace Now Now                         | Ella misma         | Documental                      |
| 2024 | Midnight Family                             | Nayeli             | Diez episodios                  |

## Premios y nominaciones
Premios Óscar
| Año  | Categoría    | Película | Resultado |
| ---- | ------------ | -------- | --------- |
| 2019 | Mejor actriz | Roma     | Nominada  |

Gotham Awards
| Año  | Categoría         | Película | Resultado |
| ---- | ----------------- | -------- | --------- |
| 2018 | Actriz revelación | Roma     | Nominada  |

Hollywood Film Awards
| Año  | Categoría    | Película | Resultado |
| ---- | ------------ | -------- | --------- |
| 2018 | Nueva actriz | Roma     | Ganadora  |

Critic's Choice Awards
| Año  | Categoría    | Película | Resultado |
| ---- | ------------ | -------- | --------- |
| 2018 | Mejor actriz | Roma     | Nominada  |

Premios Platino
| Año  | Categoría                     | Película | Resultado |
| ---- | ----------------------------- | -------- | --------- |
| 2019 | Mejor interpretación femenina | Roma     | Nominada  |

Premios Ariel
| Año  | Categoría                     | Película | Resultado |
| ---- | ----------------------------- | -------- | --------- |
| 2019 | Mejor interpretación femenina | Roma     | Nominada  |